# Lucius Pol

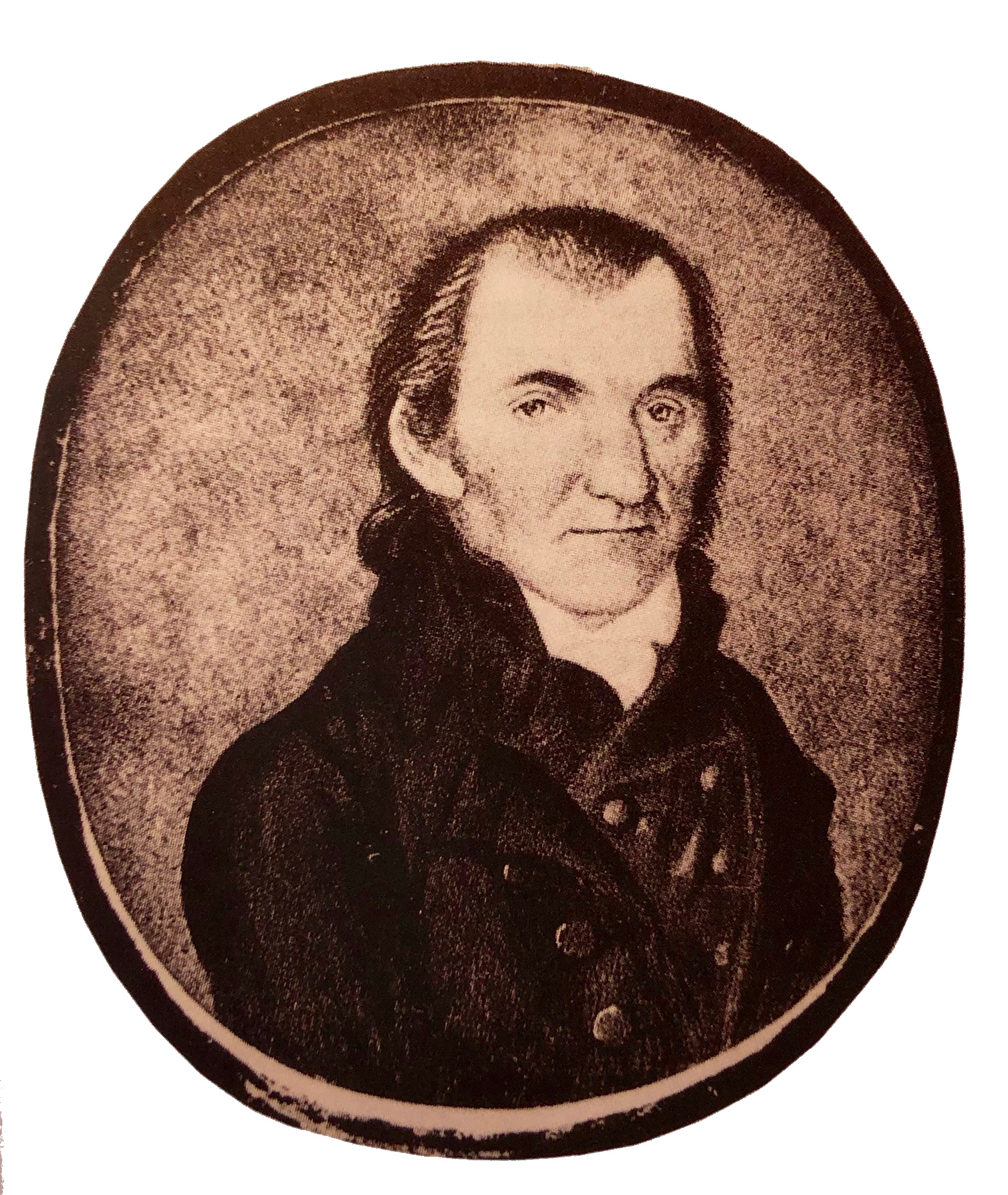
Bildbeschreibung

Lucius Pol (* 28. März 1754 in St. Moritz; † 2. Februar 1828 in Fideris) war ein Schweizer reformierter Geistlicher und Naturwissenschaftler.

## Leben
Lucius Pol wurde als Sohn des Schuhmachers Jan Tamin Pol und dessen Frau Anne in St. Moritz im Kanton Graubünden geboren. Die Familie stammte aus Malix, wo sie heimatberechtigt war. Lucius Bansi, der Vater von Heinrich Bansi, unterrichtete Pol in La Punt. Von 1769 bis 1771 bildete ihn die Herrnhuter Brüdergemeine in Neuwied weiter. Im nächsten Jahr nahm ihn die evangelisch-rätische Synode auf, womit er im Freistaat der Drei Bünde als Pfarrer tätig sein durfte. So übernahm er im gleichen Jahr die Pfarrstelle in Schuders. 1776 wechselte er nach Luzein. Diese Stelle gab er 1790 wegen eines von der Synode vereinbarten Pfarrerstreiks auf. Inzwischen hatte er 1778 mit anderen die Gesellschaft der landwirtschaftlichen Freunde gegründet. Zwei Jahre darauf wurde er in Fläsch zum Geistlichen gewählt und blieb dort bis 1799 tätig.
Während der Helvetik und der Besetzung durch Österreich wurde Lucius Pol mit weiteren Pfarrern als Geisel gefangen genommen. Zuerst wurde er nach Innsbruck gebracht, später nach Graz. In dieser Zeit beschäftigte er sich mit der Naturwissenschaft. Zwar wurden sie 1801 wieder freigelassen, aber Pol blieb zwei Jahre lang in Neuwied. 1803 nahm er die Pfarrstelle in Malix ein, doch schon ein Jahr später ging er abermals als Geistlicher nach Luzein. Die Stelle behielt er bis 1814.
Zusammen mit Peter Saluz bemühte er sich in dieser Zeit um die Reformation des Kirchenwesens im Kanton. Nach seiner Abgabe der Pfarrstelle in Luzein blieb er bis 1823 arbeitslos, dann übernahm er die Pfarrstelle in Fideris, wo er bis zu seinem Tod am 2. Februar 1828 im Alter von 74 Jahren tätig blieb.

## Werke
- Unmaßgeblicher Vorschlag zu einer Revision der Synodalordnungen und des Kirchenwesens (Luzein 1807)
- Ueber die Käsebereitung: Fragmente, aus Erfahrungen und Auszügen meistens aus dem Prodomo dell'Abate Gerolamo Ottolini […] (Milano 1785)